# Terza Divisione FIDAF 2016
La Terza Divisione FIDAF 2016 è stata la 9ª edizione del campionato di football americano di Terza Divisione organizzato dalla FIDAF (30ª edizione del campionato di terzo livello, 14ª edizione a 9 giocatori). Vi hanno partecipato 40 squadre. Il campionato era diviso in nove gironi, formati da 4 o 5 team ciascuno.

## Squadre partecipanti
Le modifiche nell'organico rispetto all'edizione 2015 sono le seguenti:
- i Chiefs Ravenna sono stati promossi in Seconda Divisione in quanto vincitori del Nine Bowl;
- Gladiatori Roma, Hammers Monza e Brianza, Red Jackets Sarzana e Veterans Grosseto sono saliti in Seconda Divisione;
- i Vipers Modena sono stati ripescati in Seconda Divisione a completamento organici;
- Hurricanes Vicenza, Islanders Venezia e Redskins Verona sono scesi dalla Seconda Divisione;
- i Briganti Napoli sono stati retrocessi dalla Prima Divisione in seguito alla mancata disputa del playout;
- i 65ers Arona e gli 82ers Napoli fanno solo attività giovanile e flag;
- i Goblins Lanciano e i Navy Seals Bari (ex Patriots Bari) non partecipano ai campionati;
- i Celtics Dolomiti e i Rams Milano sono passati in FIDAF (provenienti da IAAFL);
- Bills Cavallermaggiore, Delfini Taranto, Eagles Salerno e Sauk Wolves Cosenza hanno ripreso l'attività;
- le Aquile Ferrara hanno aperto un farm team denominato Buccaneers Comacchio;
- 29ers Alto Livenza, Mexicans Pederobba, Minatori Cave e Tigers Cremona fanno il loro esordio assoluto in una competizione ufficiale.

| Club                         | Città                     | Stadio            | Sponsor ufficiale | Risultato nella stagione 2015                                           |
| ---------------------------- | ------------------------- | ----------------- | ----------------- | ----------------------------------------------------------------------- |
| 29ers Alto Livenza           | Caneva (PN)               |                   |                   | Esordio nel 2016                                                        |
| Achei Crotone                | Crotone                   | Stadio Ezio Scida |                   | Wild Card                                                               |
| Berserk Riolo Terme          | Riolo Terme (RA)          |                   |                   | 4º posto in regular season Terza Divisione (girone H)                   |
| Bills Cavallermaggiore       | Cavallermaggiore (CN)     |                   |                   | Inattivi                                                                |
| Blitz San Carlo              | San Carlo Canavese (TO)   |                   |                   | 5º posto in regular season Terza Divisione (girone F)                   |
| Briganti Napoli              | Napoli                    |                   |                   | 6º posto in regular season IFL (girone sud), non partecipano al playout |
| Buccaneers Comacchio         | Comacchio (FE)            |                   |                   | Esordio nel 2016                                                        |
| Bucks Brindisi               | Brindisi                  |                   |                   | Wild Card                                                               |
| Celtics Dolomiti             | Feltre (BL)               |                   |                   | 3º posto in regular season Italy 9 Championship (girone nord)           |
| Crabs Pescara                | Pescara                   |                   |                   | 4º posto in regular season Terza Divisione (girone C)                   |
| Delfini Taranto              | Taranto                   |                   |                   | Inattivi                                                                |
| Eagles Salerno               | Salerno                   |                   |                   | Inattivi                                                                |
| Etruschi Livorno             | Livorno                   |                   |                   | Quarti di conference                                                    |
| Gorillas Varese              | Varese                    |                   |                   | Quarti di conference                                                    |
| GTeam Gallarate              | Gallarate (VA)            |                   |                   | 4º posto in regular season Terza Divisione (girone G)                   |
| Highlanders Catanzaro        | Catanzaro                 |                   |                   | Finale di conference                                                    |
| Hurricanes Vicenza           | Vicenza                   |                   |                   | 3º posto in regular season Seconda Divisione (girone E)                 |
| Islanders Venezia            | Venezia                   |                   |                   | 4º posto in regular season Seconda Divisione (girone D)                 |
| Jokers Fano                  | Fano (PU)                 |                   |                   | Wild Card                                                               |
| Knights Sant'Agata           | Sant'Agata Bolognese (BO) |                   |                   | Semifinali di conference                                                |
| Mad Bulls Barletta           | Barletta                  |                   |                   | Quarti di conference                                                    |
| Mastiffs Canavese            | Ivrea (TO)                |                   |                   | 4º posto in regular season Terza Divisione (girone F)                   |
| Mexicans Pederobba           | Pederobba (TV)            |                   |                   | Esordio nel 2016                                                        |
| Minatori Cave                | Cave (RM)                 |                   |                   | Esordio nel 2016                                                        |
| Nuovi Grifoni Perugia        | Perugia                   |                   |                   | Wild Card                                                               |
| Pirates Savona               | Savona                    |                   |                   | Wild Card                                                               |
| Predatori Golfo del Tigullio | Chiavari (GE)             |                   |                   | Quarti di conference                                                    |
| Rams Milano                  | Milano                    |                   |                   | Vicecampioni IAAFL                                                      |
| Ravens Imola                 | Imola (BO)                |                   |                   | 5º posto in regular season Terza Divisione (girone E)                   |
| Redskins Verona              | Verona                    |                   |                   | 5º posto in regular season Seconda Divisione (girone E)                 |
| Sauk Wolves Cosenza          | Cosenza                   |                   |                   | Inattivi                                                                |
| Sentinels Isonzo             | Ronchi dei Legionari (GO) |                   |                   | Quarti di conference                                                    |
| Sharks Palermo               | Palermo                   |                   |                   | Quarti di conference                                                    |
| Sirbons Cagliari             | Cagliari                  |                   |                   | Wild Card                                                               |
| Steelers Terni               | Terni                     |                   |                   | Semifinali di conference                                                |
| Thunders Trento              | Trento                    |                   |                   | Finale di conference                                                    |
| Tigers Cremona               | Cremona                   |                   |                   | Esordio nel 2016                                                        |
| Trappers Cecina              | Cecina (LI)               |                   |                   | 5º posto in regular season Terza Divisione (girone D)                   |
| White Tigers Massa           | Massa                     |                   |                   | 4º posto in regular season Terza Divisione (girone D)                   |
| Wolverines Piacenza          | Piacenza                  |                   |                   | Quarti di conference                                                    |

## Stagione regolare

### Calendario

#### 1ª giornata
| Cave 20 febbraio 2016, ore 16:00 CEST | Minatori Cave | 6 – 28 (0-0 6-21 0-7 0-0) | Steelers Terni | Stadio Luigi Ariola |

| Gallarate 20 febbraio 2016, ore 20:00 CEST | GTeam Gallarate | 0 – 24 (0-7 0-3 0-7 0-7) | Gorillas Varese | C.S. comunale Luca Somenzi |

| Brindisi 20 febbraio 2016, ore 20:05 CEST | Bucks Brindisi | 13 – 28 (7-6 0-0 0-0 6-22) | Briganti Napoli | Stadio Franco Fanuzzi |

| Barletta 20 febbraio 2016, ore 20:20 CEST | Mad Bulls Barletta | 26 – 6 (6-0 12-6 0-0 8-0) | Eagles Salerno | Stadio Manzi-Chiapulin |

| Mirano 20 febbraio 2016, ore 20:30 CEST | Islanders Venezia | 41 – 0 (15-0 20-0 6-0 0-0) | 29ers Alto Livenza | Stadio del Rugby |

| Chiavari 20 febbraio 2016, ore 21:00 CEST | Predatori Golfo del Tigullio | 33 – 7 (7-0 0-7 14-0 12-0) | Pirates Savona | C.S. Daneri |

| San Floro 21 febbraio 2016, ore 14:30 CEST | Highlanders Catanzaro | 17 – 6 (9-0 0-0 8-0 0-6) | Achei Crotone | Campo del Duca |

| Imola 21 febbraio 2016, ore 14:30 CEST | Ravens Imola | 16 – 12 (8-0 0-12 0-0 8-0) | Knights Sant'Agata | C.S. Bacchilega |

| Riolo Terme 21 febbraio 2016, ore 14:45 CEST | Berserk Riolo Terme | 20 – 25 (0-0 6-13 8-6 6-6) | Buccaneers Comacchio | Campo ARS Riolo Terme |

| Piacenza 21 febbraio 2016, ore 15:00 CEST | Wolverines Piacenza | 49 – 0 (12-0 15-0 14-0 8-0) | Tigers Cremona | Centro Sportivo Rugby Gigi Savoia |

| Massa 21 febbraio 2016, ore 15:05 CEST | White Tigers Massa | 37 – 28 (0-3 7-7 14-6 16-12) | Trappers Cecina | Centro Giovanile CSI |

#### 2ª giornata
| Assemini 27 febbraio 2016, ore 14:30 CEST | Sirbons Cagliari | 21 – 18 (0-12 15-0 0-6 6-0) | White Tigers Massa | Stadio Santa Lucia |

| Trento 27 febbraio 2016, ore 15:00 CEST | Thunders Trento | 6 – 7 (0-7 0-0 6-0 0-0) | Hurricanes Vicenza | Campo Fersina |

| Cosenza 28 febbraio 2016, ore 13:00 CEST | Sauk Wolves Cosenza | 0 – 45 | Sharks Palermo | Campo Scuola |

| Livorno 28 febbraio 2016, ore 15:00 CEST | Etruschi Livorno | 44 – 0 (25-0 13-0 6-0 0-0) | Trappers Cecina | Campo Polisportiva Banditella |

| Perugia 28 febbraio 2016, ore 15:30 CEST | Nuovi Grifoni Perugia | 23 – 6 | Crabs Pescara | Stadio Comunale San Sisto |

#### 3ª giornata
| Fogliano Redipuglia 5 marzo 2016, ore 14:00 CEST | Sentinels Isonzo | 0 – 21 (0-8 0-0 0-6 0-7) | Islanders Venezia | Campo da rugby |

| Comacchio 5 marzo 2016, ore 18:15 CEST | Buccaneers Comacchio | 0 – 32 | Jokers Fano | Stadio Raibosola |

| Napoli 6 marzo 2016, ore 14:00 CEST | Briganti Napoli | 14 – 6 | Delfini Taranto | Briganti Field |

| Caneva 6 marzo 2016, ore 14:00 CEST | 29ers Alto Livenza | 21 – 6 (14-0 7-0 0-6 0-0) | Mexicans Pederobba | Campo sportivo |

| San Mango Piemonte 6 marzo 2016, ore 14:30 CEST | Eagles Salerno | 12 – 7 (6-7 0-0 0-0 6-0) | Bucks Brindisi | C.S. Terzo Tempo |

| Sant'Agata Bolognese 6 marzo 2016, ore 14:30 CEST | Knights Sant'Agata | 34 – 0 (7-0 20-0 7-0 0-0) | Berserk Riolo Terme | Campo sportivo |

| Narni 6 marzo 2016, ore 15:00 CEST | Steelers Terni | 28 – 6 (7-0 0-0 0-0 21-6) | Nuovi Grifoni Perugia | C.S. Hotel Terra Umbra |

| Cavallermaggiore 6 marzo 2016, ore 15:15 CEST | Bills Cavallermaggiore | 44 – 0 (14-0 22-0 0-0 8-0) | Mastiffs Canavese | C.S. Comunale |

#### 4ª giornata
| Pescara 12 marzo 2016, ore 19:00 CEST | Crabs Pescara | 6 – 52 | Minatori Cave | C.S. Donati |

| Casalbuttano ed Uniti 12 marzo 2016, ore 20:00 CEST | Tigers Cremona | 18 – 28 (0-6 12-6 6-6 0-10) | GTeam Gallarate | Campo Comunale N.2 |

| Terrasini 13 marzo 2016, ore 14:00 CEST | Sharks Palermo | 52 – 0 (20-0 11-0 7-0 14-0) | Highlanders Catanzaro | C.S. Favazza |

| Varese 13 marzo 2016, ore 14:00 CEST | Gorillas Varese | 29 – 30 | Rams Milano | Jungle Field Nicolò De Peverelli |

| San Giovanni Lupatoto 13 marzo 2016, ore 14:30 CEST | Redskins Verona | 5 – 2 (0-0 0-2 0-0 5-0) | Thunders Trento | C.S. Mozzo |

| San Carlo Canavese 13 marzo 2016, ore 15:00 CEST | Blitz San Carlo | 0 – 44 (0-13 0-15 0-0 0-16) | Bills Cavallermaggiore | C.S. Comunale Blitzfield |

| Vittorio Veneto 13 marzo 2016, ore 15:00 CEST | Hurricanes Vicenza | 18 – 15 (0-7 6-8 6-0 6-0) | Celtics Dolomiti | Campo Sportivo |

| Crotone 13 marzo 2016, ore 15:30 CEST | Achei Crotone | 58 – 2 | Sauk Wolves Cosenza | Achei Field |

#### 5ª giornata
| Assemini 19 marzo 2016, ore 14:30 CEST | Sirbons Cagliari | 40 – 32 | Trappers Cecina | Stadio Santa Lucia |

| Piacenza 19 marzo 2016, ore 15:00 CEST | Wolverines Piacenza | 27 – 24 | Rams Milano | Centro Sportivo Rugby Gigi Savoia |

| Barletta 19 marzo 2016, ore 20:00 CEST | Mad Bulls Barletta | 43 – 6 | Delfini Taranto | Stadio Manzi-Chiapulin |

| Fonzaso 19 marzo 2016, ore 20:30 CEST | Celtics Dolomiti | 23 – 14 | Redskins Verona | Impianti Sportivi Comunali |

| Savona 19 marzo 2016, ore 21:00 CEST | Pirates Savona | 7 – 29 | Bills Cavallermaggiore | C.S. Ruffinengo |

| Chiavari 19 marzo 2016, ore 21:00 CEST | Predatori Golfo del Tigullio | 35 – 12 | Mastiffs Canavese | C.S. Daneri |

| Sant'Agata Bolognese 20 marzo 2016, ore 14:00 CEST | Knights Sant'Agata | 56 – 6 | Buccaneers Comacchio | Campo Sportivo |

| Imola 20 marzo 2016, ore 14:30 CEST | Ravens Imola | 47 – 18 | Jokers Fano | C.S. Bacchilega |

| Casalbuttano ed Uniti 20 marzo 2016, ore 15:00 CEST | Tigers Cremona | 12 – 57 | Gorillas Varese | Campo Comunale n° 2 |

#### 6ª giornata
| Fogliano Redipuglia 2 aprile 2016, ore 14:00 CEST | Sentinels Isonzo | 54 – 7 | 29ers Alto Livenza | Campo da Rugby |

| Livorno 2 aprile 2016, ore 14:30 CEST | Etruschi Livorno | 49 – 13 | Sirbons Cagliari | Polisportiva Banditella |

| Trento 2 aprile 2016, ore 15:00 CEST | Thunders Trento | 12 – 14 | Celtics Dolomiti | Campo Fersina |

| Varese 2 aprile 2016, ore 20:30 CEST | Gorillas Varese | 0 – 6 | Wolverines Piacenza | Jungle Field Nicolò De Peverelli |

| Bresso 2 aprile 2016, ore 21:00 CEST | Rams Milano | 46 – 27 | GTeam Gallarate | C.S. Comunale |

| Terrasini 3 aprile 2016, ore 14:00 CEST | Sharks Palermo | 69 – 6 | Achei Crotone | C.S. Favazza |

| Taranto 3 aprile 2016, ore 14:00 CEST | Delfini Taranto | 20 – 12 | Bucks Brindisi | Stadio Erasmo Iacovone |

| San Giorgio Canavese 3 aprile 2016, ore 14:30 CEST | Mastiffs Canavese | 16 – 6 | Blitz San Carlo | Campo Sportivo |

| San Mango Piemonte 3 aprile 2016, ore 14:30 CEST | Eagles Salerno | 6 – 28 | Briganti Napoli | C.S. Terzo Tempo |

| Cuccurano 3 aprile 2016, ore 14:30 CEST | Jokers Fano | 33 – 7 | Berserk Riolo Terme | Campo Sportivo |

| Narni Scalo 3 aprile 2016, ore 15:00 CEST | Steelers Terni | 0 – 8 (d.g.s.) | Crabs Pescara | C.S. Hotel Terra Umbra |

| Catanzaro 3 aprile 2016, ore 15:00 CEST | Highlanders Catanzaro | 39 – 7 | Sauk Wolves Cosenza | C.S. Verdoliva |

| Cavallermaggiore 3 aprile 2016, ore 15:00 CEST | Bills Cavallermaggiore | 67 – 28 | Predatori Golfo del Tigullio | C.S. Comunale |

| Vicenza 3 aprile 2016, ore 15:00 CEST | Hurricanes Vicenza | 6 – 20 | Redskins Verona | Campo Sportivo |

| Perugia 3 aprile 2016, ore 16:00 CEST | Nuovi Grifoni Perugia | 29 – 13 | Minatori Cave | C.S. San Sisto |

#### 7ª giornata
| Pescara 9 aprile 2016, ore 19:00 CEST | Crabs Pescara | 0 – 21 | Nuovi Grifoni Perugia | C.S. Donati |

| Mirano 9 aprile 2016, ore 20:30 CEST | Islanders Venezia | 47 – 0 (21-0 13-0 13-0 0-0) | Mexicans Pederobba | Stadio del Rugby |

| Savona 9 aprile 2016, ore 21:00 CEST | Pirates Savona | 28 – 7 (0-0 14-7 0-0 14-0) | Blitz San Carlo | C.S. Ruffinengo |

| Crotone 10 aprile 2016, ore 15:30 CEST | Achei Crotone | 7 – 20 | Highlanders Catanzaro | Achei Field |

| Cecina 10 aprile 2016, ore 16:00 CEST | Trappers Cecina | 7 – 49 (7-7 0-21 0-14 0-7) | White Tigers Massa | C.S. Athos Martellacci |

#### 8ª giornata
| Fogliano-Redipuglia 16 aprile 2016, ore 14:00 CEST | Sentinels Isonzo | 53 – 6 (20-0 26-6 0-0 7-0) | Mexicans Pederobba | Campo Rugby |

| Assemini 16 aprile 2016, ore 14:30 CEST | Sirbons Cagliari | 3 – 56 (3-14 0-13 0-14 0-15) | Etruschi Livorno | Stadio Santa Lucia |

| Trento 16 aprile 2016, ore 15:00 CEST | Thunders Trento | 19 – 8 | Redskins Verona | Campo Fersina |

| Lagosanto 16 aprile 2016, ore 18:30 CEST | Buccaneers Comacchio | 0 – 60 (0-34 0-13 0-6 0-7) | Ravens Imola | S.C. Luigi Farinelli |

| Fonzaso 16 aprile 2016, ore 20:30 CEST | Celtics Dolomiti | 16 – 26 (0-3 0-21 8-2 8-0) | Hurricanes Vicenza | C.S. Comunale |

| Caneva 17 aprile 2016, ore 14:00 CEST | 29ers Alto Livenza | 0 – 41 | Islanders Venezia | Campo Sportivo |

| Narni Scalo 17 aprile 2016, ore 15:00 CEST | Steelers Terni | 43 – 0 | Minatori Cave | C.S. Hotel Terra Umbra |

| Napoli 17 aprile 2016, ore 15:00 CEST | Briganti Napoli | 34 – 13 | Mad Bulls Barletta | Briganti Field |

#### 9ª giornata
| Massa 23 aprile 2016, ore 16:00 CEST | White Tigers Massa | 6 – 32 (6-0 0-12 0-12 0-8) | Etruschi Livorno | Centro Giovanile CSI |

| Brindisi 23 aprile 2016, ore 20:00 CEST | Bucks Brindisi | 0 – 14 (0-8 0-6 0-0 0-0) | Mad Bulls Barletta | Stadio Franco Fanuzzi |

| Gallarate 23 aprile 2016, ore 20:00 CEST | GTeam Gallarate | 15 – 41 (7-8 0-27 0-0 8-6) | Wolverines Piacenza | C.S. Comunale "Luca Somenzi" |

| Perugia 23 aprile 2016, ore 20:00 CEST | Nuovi Grifoni Perugia | 19 – 13 (6-0 7-0 0-7 6-6) | Steelers Terni | S.C. San Sisto |

| Mirano 23 aprile 2016, ore 21:00 CEST | Islanders Venezia | 6 – 21 (6-7 0-6 0-0 0-8) | Sentinels Isonzo | Stadio del Rugby |

| Bresso 23 aprile 2016, ore 21:00 CEST | Rams Milano | 70 – 0 (20-0 30-0 12-0 8-0) | Tigers Cremona | C.S. Comunale |

| Riolo Terme 24 aprile 2016, ore 14:30 CEST | Berserk Riolo Terme | 0 – 41 (0-13 0-7 0-14 0-7) | Ravens Imola | Campo ARS |

| Cuccurano 24 aprile 2016, ore 14:30 CEST | Jokers Fano | 0 – 37 (0-16 0-8 0-6 0-7) | Knights Sant'Agata | Campo Sportivo |

| San Giorgio Canavese 24 aprile 2016, ore 14:30 CEST | Mastiffs Canavese | 6 – 23 (6-7 0-9 0-0 0-7) | Pirates Savona | Campo Sportivo |

| Taranto 24 aprile 2016, ore 15:00 CEST | Delfini Taranto | 16 – 30 (16-8 0-0 0-6 0-16) | Eagles Salerno | Stadio Erasmo Iacovone |

| San Carlo Canavese 24 aprile 2016, ore 15:00 CEST | Blitz San Carlo | 0 – 36 (0-7 0-9 0-20 0-0) | Predatori Golfo del Tigullio | C.S. Comunale "Blitzfield" |

#### 10ª giornata
| Massa 30 aprile 2016, ore 14:45 CEST | White Tigers Massa | 0 – 8 (d.g.s.) | Sirbons Cagliari | Centro Giovanile C.S.I. |

| Cecina 30 aprile 2016, ore 21:00 CEST | Trappers Cecina | 0 – 63 (0-7 0-21 0-7 0-28) | Etruschi Livorno | C.S. Athos Martellacci |

| Vicenza 1º maggio 2016, ore 10:45 CEST | Hurricanes Vicenza | 19 – 16 (0-0 6-16 7-0 6-0) | Thunders Trento | Campo sportivo |

| Catanzaro 1º maggio 2016, ore 12:00 CEST | Highlanders Catanzaro | 0 – 34 (0-7 0-0 0-13 0-14) | Sharks Palermo | Campo Sportivo FIGC |

| Pederobba 1º maggio 2016, ore 14:00 CEST | Mexicans Pederobba | 13 – 35 (0-9 6-14 0-6 7-6) | 29ers Alto Livenza | C.S. Comunale |

| Rose 1º maggio 2016, ore 15:00 CEST | Sauk Wolves Cosenza | 0 – 42 | Achei Crotone | C.S. San Lorenzo |

| Cave 1º maggio 2016, ore 16:00 CEST | Minatori Cave | 15 – 13 | Crabs Pescara | Stadio Comunale Luigi Ariola |

#### 11ª giornata
| Pederobba 7 maggio 2016, ore 16:00 CEST | Mexicans Pederobba | 9 – 31 (3-7 6-0 0-7 0-17) | Sentinels Isonzo | C.S. Comunale |

| Pescara 7 maggio 2016, ore 19:00 CEST | Crabs Pescara | 6 – 34 | Steelers Terni | C.S. Donati |

| Gallarate 7 maggio 2016, ore 20:00 CEST | GTeam Gallarate | 67 – 0 | Tigers Cremona | C.S. Moriggia |

| Sant'Agata Bolognese 7 maggio 2016, ore 20:30 CEST | Knights Sant'Agata | 29 – 0 (0-0 10-0 19-0 0-0) | Jokers Fano | C.S. Bellei |

| Barletta 7 maggio 2016, ore 21:00 CEST | Mad Bulls Barletta | 26 – 16 | Eagles Salerno | C.S. Manzi-Chiapulin |

| Chiavari 7 maggio 2016, ore 21:00 CEST | Predatori Golfo del Tigullio | 37 – 28 (7-7 10-9 7-6 13-6) | Pirates Savona | C.S. Daneri |

| Comacchio 7 maggio 2016, ore 21:00 CEST | Buccaneers Comacchio | 13 – 36 (0-6 7-8 6-6 0-16) | Berserk Riolo Terme | Stadio Raibosola |

| Bresso 7 maggio 2016, ore 21:00 CEST | Rams Milano | 40 – 23 | Gorillas Varese | Centro Sportivo Comunale |

| Terrasini 8 maggio 2016, ore 14:30 CEST | Sharks Palermo | - – - (Annullata) | Sauk Wolves Cosenza | C.S. Favazza |

| San Giovanni Lupatoto 8 maggio 2016, ore 14:30 CEST | Redskins Verona | 13 – 0 (7-0 0-0 0-0 6-0) | Celtics Dolomiti | C.S. Mozzo |

| Taranto 8 maggio 2016, ore 15:30 CEST | Delfini Taranto | 22 – 0 | Bucks Brindisi | Stadio Erasmo Iacovone |

#### 12ª giornata
| Brindisi 14 maggio 2016, ore 20:00 CEST | Bucks Brindisi | 7 – 16 (7-0 0-8 0-6 0-2) | Briganti Napoli | Stadio Franco Fanuzzi |

| Savona 14 maggio 2016, ore 21:00 CEST | Pirates Savona | 19 – 28 | Mastiffs Canavese | C.S. Ruffinengo |

| Riolo Terme 15 maggio 2016, ore 14:30 CEST | Berserk Riolo Terme | 6 – 47 | Ravens Imola | Campo ARS |

| Varese 15 maggio 2016, ore 15:00 CEST | Gorillas Varese | 48 – 0 (24-0 16-0 8-0 0-0) | GTeam Gallarate | Stadio Franco Ossola |

| Cuccurano 15 maggio 2016, ore 14:30 CEST | Jokers Fano | 26 – 9 (6-0 8-9 12-0 0-0) | Buccaneers Comacchio | Campo Sportivo |

| San Carlo Canavese 15 maggio 2016, ore 15:00 CEST | Blitz San Carlo | 0 – 51 (0-20 0-19 0-6 0-6) | Bills Cavallermaggiore | C.S. Blitzfield |

| Cremona 15 maggio 2016, ore 15:00 CEST | Tigers Cremona | 0 – 61 (0-20 0-27 0-6 0-8) | Wolverines Piacenza | C.S. Villa Angiolina |

| San Mango Piemonte 15 maggio 2016, ore 15:00 CEST | Eagles Salerno | 6 – 12 (0-6 0-0 6-0 0-6) | Delfini Taranto | C.S. Terzo Tempo |

| Cave 15 maggio 2016, ore 16:00 CEST | Minatori Cave | 7 – 37 | Nuovi Grifoni Perugia | Stadio Comunale Luigi Ariola |

#### 13ª giornata
| Cecina 21 maggio 2016, ore 14:30 CEST | Trappers Cecina | 66 – 48 | Sirbons Cagliari | C.S. Athos Martellacci |

| Imola 21 maggio 2016, ore 16:00 CEST | Ravens Imola | 26 – 20 (6-14 12-0 8-6 0-0) | Knights Sant'Agata | C.S. Bacchilega |

| Crotone 21 maggio 2016, ore 20:30 CEST | Achei Crotone | 8 – 47 | Sharks Palermo | Achei Field |

| Pederobba 22 maggio 2016, ore 14:00 CEST | Mexicans Pederobba | 7 – 51 (0-21 7-16 0-8 0-6) | Islanders Venezia | C.S. Comunale |

| Caneva 22 maggio 2016, ore 14:00 CEST | 29ers Alto Livenza | 29 – 33 (0-13 7-7 0-6 22-7) | Sentinels Isonzo | Campo Sportivo |

| Fonzaso 22 maggio 2016, ore 14:30 CEST | Celtics Dolomiti | 12 – 34 (0-13 6-6 6-0 0-15) | Thunders Trento | Impianti Sportivi Comunali |

| San Giovanni Lupatoto 22 maggio 2016, ore 14:30 CEST | Redskins Verona | 6 – 7 | Hurricanes Vicenza | C.S. Mozzo |

| San Giorgio Canavese 22 maggio 2016, ore 14:30 CEST | Mastiffs Canavese | 51 – 0 (26-0 13-0 6-0 6-0) | Blitz San Carlo | Campo Sportivo |

| Rose 22 maggio 2016, ore 15:00 CEST | Sauk Wolves Cosenza | 0 – 36 | Highlanders Catanzaro | C.S. San Lorenzo |

| Piacenza 22 maggio 2016, ore 15:00 CEST | Wolverines Piacenza | 26 – 20 (6-6 12-0 8-0 0-14) | Rams Milano | Centro Sportivo Rugby Gigi Savoia |

| Cavallermaggiore 22 maggio 2016, ore 15:00 CEST | Bills Cavallermaggiore | 20 – 15 (0-0 6-2 6-6 8-7) | Predatori Golfo del Tigullio | C.S. Comunale |

| Napoli 22 maggio 2016, ore 15:00 CEST | Briganti Napoli | 14 – 8 (6-0 0-0 8-0 0-8) | Mad Bulls Barletta | Briganti Field |

| Livorno 22 maggio 2016, ore 14:30 CEST | Etruschi Livorno | 42 – 11 | White Tigers Massa | Polisportiva Banditella |

### Classifica
La classifica della regular season è la seguente:
- PCT = percentuale di vittorie, G = partite giocate, V = partite vinte, P = partite perse, PF = punti fatti, PS = punti subiti
- La qualificazione ai playoff è indicata in verde (le prime due classificate di ogni girone e le 6 migliori terze)

#### Classifica Girone A
| Pos. | Squadra               | PCT   | G | V | P | PF  | PS  |
| ---- | --------------------- | ----- | - | - | - | --- | --- |
| 1    | Sharks Palermo        | 1.000 | 5 | 5 | 0 | 247 | 14  |
| 2    | Highlanders Catanzaro | .667  | 6 | 4 | 2 | 112 | 106 |
| 3    | Achei Crotone         | .333  | 6 | 2 | 4 | 127 | 155 |
| 4    | Sauk Wolves Cosenza   | .000  | 5 | 0 | 5 | 9   | 220 |

#### Classifica Girone B
| Pos. | Squadra            | PCT   | G | V | P | PF  | PS  |
| ---- | ------------------ | ----- | - | - | - | --- | --- |
| 1    | Briganti Napoli    | 1.000 | 6 | 6 | 0 | 134 | 53  |
| 2    | Mad Bulls Barletta | .667  | 6 | 4 | 2 | 130 | 76  |
| 3    | Delfini Taranto    | .500  | 6 | 3 | 3 | 82  | 105 |
| 4    | Eagles Salerno     | .333  | 6 | 2 | 4 | 76  | 115 |
| 5    | Bucks Brindisi     | .000  | 6 | 0 | 6 | 39  | 112 |

#### Classifica Girone C
| Pos. | Squadra               | PCT  | G | V | P | PF  | PS  |
| ---- | --------------------- | ---- | - | - | - | --- | --- |
| 1    | Nuovi Grifoni Perugia | .833 | 6 | 5 | 1 | 135 | 67  |
| 2    | Steelers Terni        | .667 | 6 | 4 | 2 | 146 | 45  |
| 3    | Minatori Cave         | .333 | 6 | 2 | 4 | 83  | 156 |
| 4    | Crabs Pescara         | .167 | 6 | 1 | 5 | 39  | 145 |

#### Classifica Girone D
| Pos. | Squadra            | PCT   | G | V | P | PF  | PS  |
| ---- | ------------------ | ----- | - | - | - | --- | --- |
| 1    | Etruschi Livorno   | 1.000 | 6 | 6 | 0 | 286 | 33  |
| 2    | Sirbons Cagliari   | .500  | 6 | 3 | 3 | 133 | 221 |
| 3    | White Tigers Massa | .333  | 6 | 2 | 4 | 121 | 138 |
| 4    | Trappers Cecina    | .167  | 6 | 1 | 5 | 133 | 281 |

#### Classifica Girone E
| Pos. | Squadra                      | PCT   | G | V | P | PF  | PS  |
| ---- | ---------------------------- | ----- | - | - | - | --- | --- |
| 1    | Bills Cavallermaggiore       | 1.000 | 6 | 6 | 0 | 255 | 50  |
| 2    | Predatori Golfo del Tigullio | .667  | 6 | 4 | 2 | 184 | 134 |
| 3    | Mastiffs Canavese            | .500  | 6 | 3 | 3 | 113 | 127 |
| 4    | Pirates Savona               | .333  | 6 | 2 | 4 | 122 | 140 |
| 5    | Blitz San Carlo              | .000  | 6 | 0 | 6 | 13  | 226 |

#### Classifica Girone F
| Pos. | Squadra             | PCT   | G | V | P | PF  | PS  |
| ---- | ------------------- | ----- | - | - | - | --- | --- |
| 1    | Wolverines Piacenza | 1.000 | 6 | 6 | 0 | 210 | 59  |
| 2    | Rams Milano         | .667  | 6 | 4 | 2 | 230 | 132 |
| 3    | Gorillas Varese     | .500  | 6 | 3 | 3 | 181 | 88  |
| 4    | GTeam Gallarate     | .333  | 6 | 2 | 4 | 137 | 177 |
| 5    | Tigers Cremona      | .000  | 6 | 0 | 6 | 30  | 332 |

#### Classifica Girone G
| Pos. | Squadra              | PCT   | G | V | P | PF  | PS  |
| ---- | -------------------- | ----- | - | - | - | --- | --- |
| 1    | Ravens Imola         | 1.000 | 6 | 6 | 0 | 237 | 56  |
| 2    | Knights Sant'Agata   | .667  | 6 | 4 | 2 | 188 | 48  |
| 3    | Jokers Fano          | .500  | 6 | 3 | 3 | 109 | 129 |
| 4    | Berserk Riolo Terme  | .167  | 6 | 1 | 5 | 69  | 193 |
| 5    | Buccaneers Comacchio | .167  | 6 | 1 | 5 | 53  | 230 |

#### Classifica Girone H
| Pos. | Squadra            | PCT  | G | V | P | PF  | PS  |
| ---- | ------------------ | ---- | - | - | - | --- | --- |
| 1    | Islanders Venezia  | .833 | 6 | 5 | 1 | 207 | 28  |
| 2    | Sentinels Isonzo   | .833 | 6 | 5 | 1 | 192 | 78  |
| 3    | 29ers Alto Livenza | .333 | 6 | 2 | 4 | 92  | 188 |
| 4    | Mexicans Pederobba | .000 | 6 | 0 | 6 | 41  | 238 |

#### Classifica Girone I
| Pos. | Squadra            | PCT  | G | V | P | PF | PS  |
| ---- | ------------------ | ---- | - | - | - | -- | --- |
| 1    | Hurricanes Vicenza | .833 | 6 | 5 | 1 | 82 | 79  |
| 2    | Redskins Verona    | .500 | 5 | 3 | 3 | 66 | 57  |
| 3    | Thunders Trento    | .333 | 6 | 2 | 4 | 89 | 65  |
| 4    | Celtics Dolomiti   | .333 | 6 | 2 | 4 | 80 | 116 |

## Playoff

### Tabellone
|  | Wild Card                    | Wild Card             |    |                              | Quarti di conference         | Quarti di conference |                     |                              | Semifinali di conference | Semifinali di conference |                    |    | Finali di conference | Finali di conference |  |  | XVII Nine Bowl | XVII Nine Bowl |  |  |  |  |  |
|  |                              |                       |    |                              |                              |                      |                     |                              |                          |                          |                    |    |                      |                      |  |  |                |                |  |  |  |  |  |
|  | Redskins Verona              | 18                    |    |                              | Bills Cavallermaggiore       | 35                   |                     |                              |                          |                          |                    |    |                      |                      |  |  |                |                |  |  |  |  |  |
|  | Gorillas Varese              | 26                    |    |                              | Gorillas Varese              | 21                   |                     |                              |                          |                          |                    |    |                      |                      |  |  |                |                |  |  |  |  |  |
|  | Gorillas Varese              | 26                    |    | Bills Cavallermaggiore       | Gorillas Varese              | 21                   | 62                  |                              |                          |                          |                    |    |                      |                      |  |  |                |                |  |  |  |  |  |
|  |                              |                       |    |                              |                              |                      | 62                  |                              |                          |                          |                    |    |                      |                      |  |  |                |                |  |  |  |  |  |
|  |                              | Islanders Venezia     | 13 |                              |                              |                      |                     |                              |                          |                          |                    |    |                      |                      |  |  |                |                |  |  |  |  |  |
|  | Sentinels Isonzo             | Islanders Venezia     | 13 | 49                           | Islanders Venezia            | 20                   |                     |                              |                          |                          |                    |    |                      |                      |  |  |                |                |  |  |  |  |  |
|  | Sentinels Isonzo             |                       |    | 49                           | Islanders Venezia            | 20                   |                     |                              |                          |                          |                    |    |                      |                      |  |  |                |                |  |  |  |  |  |
|  | Sirbons Cagliari             | 26                    |    |                              | Sentinels Isonzo             | 17                   |                     |                              |                          |                          |                    |    |                      |                      |  |  |                |                |  |  |  |  |  |
|  | Sirbons Cagliari             | 26                    |    |                              |                              | 17                   |                     | Bills Cavallermaggiore       | 28                       |                          |                    |    |                      |                      |  |  |                |                |  |  |  |  |  |
|  |                              |                       |    |                              |                              |                      |                     |                              |                          |                          |                    |    |                      |                      |  |  |                |                |  |  |  |  |  |
|  |                              | Knights Sant'Agata    | 40 |                              |                              |                      |                     |                              |                          |                          |                    |    |                      |                      |  |  |                |                |  |  |  |  |  |
|  | Knights Sant'Agata           | Knights Sant'Agata    | 40 | 27                           |                              |                      | Wolverines Piacenza | 13                           |                          |                          |                    |    |                      |                      |  |  |                |                |  |  |  |  |  |
|  | Knights Sant'Agata           |                       |    | 27                           |                              |                      | Wolverines Piacenza | 13                           |                          |                          |                    |    |                      |                      |  |  |                |                |  |  |  |  |  |
|  | Mastiffs Canavese            | 0                     |    |                              | Knights Sant'Agata           | 16                   |                     |                              |                          |                          |                    |    |                      |                      |  |  |                |                |  |  |  |  |  |
|  | Mastiffs Canavese            | 0                     |    | Knights Sant'Agata           | Knights Sant'Agata           | 16                   | 19                  |                              |                          |                          |                    |    |                      |                      |  |  |                |                |  |  |  |  |  |
|  |                              |                       |    |                              |                              |                      | 19                  |                              |                          |                          |                    |    |                      |                      |  |  |                |                |  |  |  |  |  |
|  |                              | Rams Milano           | 6  |                              |                              |                      |                     |                              |                          |                          |                    |    |                      |                      |  |  |                |                |  |  |  |  |  |
|  | Rams Milano                  | Rams Milano           | 6  | 41                           | Hurricanes Vicenza           | 19                   |                     |                              |                          |                          |                    |    |                      |                      |  |  |                |                |  |  |  |  |  |
|  | Rams Milano                  |                       |    | 41                           | Hurricanes Vicenza           | 19                   |                     |                              |                          |                          |                    |    |                      |                      |  |  |                |                |  |  |  |  |  |
|  | Thunders Trento              | 24                    |    |                              | Rams Milano                  | 26                   |                     |                              |                          |                          |                    |    |                      |                      |  |  |                |                |  |  |  |  |  |
|  | Thunders Trento              | 24                    |    |                              |                              |                      |                     |                              |                          |                          | Knights Sant'Agata | 22 |                      |                      |  |  |                |                |  |  |  |  |  |
|  |                              |                       |    |                              |                              |                      |                     |                              |                          |                          |                    |    |                      |                      |  |  |                |                |  |  |  |  |  |
|  |                              | Sharks Palermo        | 36 |                              |                              |                      |                     |                              |                          |                          |                    |    |                      |                      |  |  |                |                |  |  |  |  |  |
|  | Predatori Golfo del Tigullio | Sharks Palermo        | 36 | 55                           |                              |                      | Ravens Imola        | 8                            |                          |                          |                    |    |                      |                      |  |  |                |                |  |  |  |  |  |
|  | Predatori Golfo del Tigullio |                       |    | 55                           |                              |                      | Ravens Imola        | 8                            |                          |                          |                    |    |                      |                      |  |  |                |                |  |  |  |  |  |
|  | Highlanders Catanzaro        | 0                     |    |                              | Predatori Golfo del Tigullio | 40                   |                     |                              |                          |                          |                    |    |                      |                      |  |  |                |                |  |  |  |  |  |
|  | Highlanders Catanzaro        | 0                     |    | Predatori Golfo del Tigullio | Predatori Golfo del Tigullio | 40                   | 45                  |                              |                          |                          |                    |    |                      |                      |  |  |                |                |  |  |  |  |  |
|  |                              |                       |    |                              |                              |                      | 45                  |                              |                          |                          |                    |    |                      |                      |  |  |                |                |  |  |  |  |  |
|  |                              | Nuovi Grifoni Perugia | 33 |                              |                              |                      |                     |                              |                          |                          |                    |    |                      |                      |  |  |                |                |  |  |  |  |  |
|  | Nuovi Grifoni Perugia        | Nuovi Grifoni Perugia | 33 | 47                           | Briganti Napoli              | 2                    |                     |                              |                          |                          |                    |    |                      |                      |  |  |                |                |  |  |  |  |  |
|  | Nuovi Grifoni Perugia        |                       |    | 47                           | Briganti Napoli              | 2                    |                     |                              |                          |                          |                    |    |                      |                      |  |  |                |                |  |  |  |  |  |
|  | Delfini Taranto              | 6                     |    |                              | Nuovi Grifoni Perugia        | 24                   |                     |                              |                          |                          |                    |    |                      |                      |  |  |                |                |  |  |  |  |  |
|  | Delfini Taranto              | 6                     |    |                              |                              | 24                   |                     | Predatori Golfo del Tigullio | 23                       |                          |                    |    |                      |                      |  |  |                |                |  |  |  |  |  |
|  |                              |                       |    |                              |                              |                      |                     |                              |                          |                          |                    |    |                      |                      |  |  |                |                |  |  |  |  |  |
|  |                              | Sharks Palermo        | 27 |                              |                              |                      |                     |                              |                          |                          |                    |    |                      |                      |  |  |                |                |  |  |  |  |  |
|  | Mad Bulls Barletta           | Sharks Palermo        | 27 | 47                           |                              |                      | Sharks Palermo      | 43                           |                          |                          |                    |    |                      |                      |  |  |                |                |  |  |  |  |  |
|  | Mad Bulls Barletta           |                       |    | 47                           |                              |                      | Sharks Palermo      | 43                           |                          |                          |                    |    |                      |                      |  |  |                |                |  |  |  |  |  |
|  | White Tigers Massa           | 34                    |    |                              | Mad Bulls Barletta           | 12                   |                     |                              |                          |                          |                    |    |                      |                      |  |  |                |                |  |  |  |  |  |
|  | White Tigers Massa           | 34                    |    | Sharks Palermo               | Mad Bulls Barletta           | 12                   | 35                  |                              |                          |                          |                    |    |                      |                      |  |  |                |                |  |  |  |  |  |
|  |                              |                       |    |                              |                              |                      | 35                  |                              |                          |                          |                    |    |                      |                      |  |  |                |                |  |  |  |  |  |
|  |                              | Steelers Terni        | 6  |                              |                              |                      |                     |                              |                          |                          |                    |    |                      |                      |  |  |                |                |  |  |  |  |  |
|  | Steelers Terni               | Steelers Terni        | 6  | 63                           | Etruschi Livorno             | 9                    |                     |                              |                          |                          |                    |    |                      |                      |  |  |                |                |  |  |  |  |  |
|  | Steelers Terni               |                       |    | 63                           | Etruschi Livorno             | 9                    |                     |                              |                          |                          |                    |    |                      |                      |  |  |                |                |  |  |  |  |  |
|  | Jokers Fano                  | 8                     |    |                              | Steelers Terni               | 13                   |                     |                              |                          |                          |                    |    |                      |                      |  |  |                |                |  |  |  |  |  |

### Wild Card
| Fogliano-Redipuglia 4 giugno 2016, ore 17:30 CEST | Sentinels Isonzo | 49 – 26 | Sirbons Cagliari | Campo da Rugby |

| Chiavari 4 giugno 2016, ore 19:00 CEST | Predatori Golfo del Tigullio | 55 – 0 (28-0 14-0 7-0 6-0) | Highlanders Catanzaro | C.S. Daneri |

| Sant'Agata Bolognese 4 giugno 2016, ore 20:30 CEST | Knights Sant'Agata | 27 – 0 | Mastiffs Canavese | C.S. Bellei |

| Bresso 4 giugno 2016, ore 20:55 CEST | Rams Milano | 41 – 24 (6-0 12-21 8-3 15-0) | Thunders Trento | C.S. Comunale Grazia Deledda |

| Perugia 4 giugno 2016, ore 21:00 CEST | Nuovi Grifoni Perugia | 47 – 6 (0-0 37-0 3-6 7-0) | Delfini Taranto | S.C. S.Sisto |

| Narni Scalo 4 giugno 2016, ore 21:00 CEST | Steelers Terni | 63 – 8 (21-0 21-0 14-0 7-8) | Jokers Fano | C.S. Hotel Terra Umbra |

| Verona 5 giugno 2016, ore 15:00 CEST | Redskins Verona | 18 – 26 (6-6 6-7 0-7 6-6) | Gorillas Varese | Polisportiva Europa |

| Barletta 5 giugno 2016, ore 15:30 CEST | Mad Bulls Barletta | 47 – 34 (8-18 13-8 13-0 13-8) | White Tigers Massa | Stadio Manzi-Chiapulin |

### Quarti di conference
| Livorno 11 giugno 2016, ore 18:30 | Etruschi Livorno | 9 – 13 (0-0 7-0 0-7 2-6) | Steelers Terni | Polisportiva Banditella |

| Mirano 11 giugno 2016, ore 20:30 | Islanders Venezia | 20 – 17 (7-0 0-14 0-3 13-0) | Sentinels Isonzo | Stadio del Rugby |

| Cavallermaggiore 11 giugno 2016, ore 20:45 | Bills Cavallermaggiore | 35 – 21 (7-7 7-14 0-0 21-0) | Gorillas Varese | C.S. Comunale |

| Palermo 12 giugno 2016, ore 13:30 | Sharks Palermo | 43 – 12 | Mad Bulls Barletta | Campi Sportivi Luis Ribolla |

| Napoli 12 giugno 2016, ore 15:30 | Briganti Napoli | 2 – 24 (2-6 0-8 0-0 0-10) | Nuovi Grifoni Perugia | Briganti Field |

| Imola 12 giugno 2016, ore 16:00 | Ravens Imola | 8 – 40 (8-7 0-13 0-6 0-14) | Predatori Golfo del Tigullio | C.S. Bacchilega |

| Vicenza 12 giugno 2016, ore 17:00 | Hurricanes Vicenza | 19 – 26 (7-6 0-6 6-8 6-6) | Rams Milano | Campo Sportivo |

| Piacenza 12 giugno 2016, ore 17:30 | Wolverines Piacenza | 13 – 16 (0-6 7-0 6-0 0-10) | Knights Sant'Agata | Centro Sportivo Rugby Gigi Savoia |

### Semifinali di conference
| Cavallermaggiore 18 giugno 2016, ore 20:45 | Bills Cavallermaggiore | 62 – 13 (22-6 19-7 15-0 6-0) | Islanders Venezia | C.S. Comunale |

| Chiavari 18 giugno 2016, ore 21:00 | Predatori Golfo del Tigullio | 45 – 33 (7-7 16-19 15-0 7-7) | Nuovi Grifoni Perugia | C.S. Daneri |

| Sant'Agata Bolognese 18 giugno 2016, ore 21:00 | Knights Sant'Agata | 19 – 6 (7-6 6-0 6-0 0-0) | Rams Milano | C.S. Bellei |

| 19 giugno 2016, ore 11:00 | Sharks Palermo | 35 – 6 | Steelers Terni |  |

### Finali di conference
| Cavallermaggiore 25 giugno 2016, ore 20:45 | Bills Cavallermaggiore | 28 – 40 | Knights Sant'Agata | C.S. Comunale |

| Chiavari 25 giugno 2016, ore 21:15 | Predatori Golfo del Tigullio | 23 – 27 | Sharks Palermo | C.S. Daneri |

### XVII NineBowl
| Cesena 8 luglio 2016, ore 20:00 | Knights Sant'Agata | 22 – 36 (0-14 8-6 14-0 0-16) | Sharks Palermo | Orogel Stadium-Dino Manuzzi |

## XVII NineBowl
Il XVII Ninebowl si è disputato l'8 luglio 2016 all'Orogel Stadium-Dino Manuzzi di Cesena. L'incontro è stato vinto dagli Sharks Palermo sui Knights Sant'Agata con il risultato di 36 a 22.

## Verdetti
- Sharks Palermo Vincitori del Nine Bowl 2016